# Žrnovnica (rzeka)
Žrnovnica – krótka rzeka w Chorwacji w żupanii splicko-dalmatyńskiej. Jest jedyną rzeką w kraju, której cały bieg znajduje się w granicach jednego miasta (konkretnie Splitu). Wzdłuż wschodniego brzegu rzeki przebiega granica pomiędzy miastem a gminą Podstrana.
Źródła rzeki znajdują się u podnóża góry Mosor. Płynie ona przez 4,8 km w kierunku południowym, po czym uchodzi do Adriatyku w dzielnicy Žrnovnica.
W rzece żyje zagrożony wyginięciem endemiczny podgatunek pstrąga Salmothymus obtusirostris salonitana, typowy tylko dla tej rzeki oraz Jadro. Gatunek jest uznawany za zagrożony ze względu na pobór wody, intensywny połów oraz obecność pstrąga tęczowego.